# Seznam naučných stezek v okrese Most
Seznam naučných stezek v okrese Most zahrnuje naučné stezky, které se nacházejí celé či alespoň svou částí na území okresu Most v Ústeckém kraji.
| Název stezky                     | Místo               | Založeno | Délka (km) | Počet zastavení | Foto |
| -------------------------------- | ------------------- | -------- | ---------- | --------------- | ---- |
| Ressl                            | Most                | 2007     |            | 13              |      |
| Tesařova cesta – Šumný důl       | Meziboří, Litvínov  | 2008     | 12,5       | 17              |      |
| Flájská hornatina                | Hora Svaté Kateřiny | 2001     | 23         | 21              |      |
| Plavební kanál Fláje – Clausnitz | Fláje, Clausnitz    | 2012     | 18         |                 |      |
| Gabrielka                        | Hora Svaté Kateřiny | 2010     | 15         | 20              |      |
| Napouštění jezera Most           | Most                |          | 2,5        | 5               |      |